# ファンシー・タッチ
『ファンシー・タッチ』は宝塚歌劇団によって制作された舞台作品。花組公演。形式名は「ショー」。20場。作・演出は三木章雄。併演作品は『心の旅路』。

## 公演期間と公演場所
- 1992年8月20日 - 10月6日　宝塚大劇場[1]
- 1992年12月1日 - 12月25日　東京宝塚劇場[2]
- 1993年4月17日 - 5月9日　地方公演[3]（4月17-19日・市川、21-23日・仙台、25日・尾鷲、27日・広島、5月7-9日・鹿児島）
- 1993年4月29日 - 5月5日　福岡市民会館[3]

## 解説
※『宝塚歌劇100年史（舞台編）』の宝塚大劇場公演参考。
新しい花組に生まれた個性豊かなスターたちを、ちょっと不思議な、ちょっとドラマティックなシチュエーションの中に置いて、その魅力を味わおうとする、FANCY（気まぐれ）で、FANCY（気まま）で、FANCY（変わった）なショー。

## スタッフ（宝塚・東京）
※氏名の後ろに「宝塚」「東京」の文字がなければ両劇場共通。
- 作曲・編曲：寺田瀧雄・吉田優子・高橋城・西村耕次
- 音楽指揮：小高根凡平（宝塚）、清川知巳（東京）
- 振付：羽山紀代美・朱里みさを・名倉加代子・須山邦明
- 装置：大橋泰弘
- 衣装：任田幾英
- 照明：今井直次
- 小道具：万波一重
- 効果：市成秀二
- 音響監督：松永浩志
- 演出助手：木村信司・加藤誠
- 装置補：新宮有紀
- 衣装補：有村淳
- 制作：市橋信男
- 製作担当：津村健二（東京）

## 出演

### 宝塚・東京（配役も含む）
※宝塚・東京共通。
- スーパーワイルド、トロピカル・ダンディー、アンジュリック、踊る男、歌手 - 安寿ミラ
- ワイルドスターS、ジャック、マヤチェロ、踊る男 - 真矢みき
- ワイルドスターS、ガール、タンゴの女、歌手 - 森奈みはる
- ラッパー、スポンサー - 未沙のえる
- ワイルドシンガー、歌手、エトワール - 峰丘奈知
- 踊る女 - 町風佳奈・夢乃千琴
- スキャンダラス女A、タンゴの歌手 - 美月亜優
- シンガー、踊る女 - 夏目佳奈
- トロピカルガイA、踊る男 - 宝樹芽里
- ワイルドスターA、ベティ、喪服の女 - 華陽子
- ラッパー、プロデューサー - 橘沙恵
- トロピカルガイA、踊る男、ファンシー・シンガー - 愛華みれ
- 50'SゴーストA、踊る男、ファンシー・シンガー - 真琴つばさ
- 50'SゴーストA、踊る男 - 紫吹淳
- 50'SゴーストA、タンゴの歌手 - 姿月あさと
- 踊る男 - 夏城令・初風緑・伊織直加
- 踊る女 - 妃宮玲子・月影瞳

ほか

### 地方・福岡公演
※地方・福岡公演共通
- 安寿ミラ
- 真矢みき
- 森奈みはる
- 未沙のえる
- 宝樹芽里
- 美月亜優
- 愛華みれ
- 姿月あさと
- 月影瞳

ほか